# 기아 AC3 프로젝트
기아 AC3 프로젝트는 기아차에서 2025년 생산 예정인 쿠페이다. K4의 플랫폼을 이용해서 만든다.